# エヴォリューション (ジャーニーのアルバム)
『エヴォリューション』（Evolution）は、アメリカのロック・バンド、ジャーニーが1979年に発表した5作目のスタジオ・アルバム。

## 背景
ジャン＝リュック・ポンティやロニー・モントローズ等と活動してきたスティーヴ・スミスが新ドラマーとして加入した。「トゥー・レイト」の歌詞はスティーヴ・ペリーの同郷の友人に捧げられており、当時ドラッグ依存症に陥っていた友人に、万策尽きる前に街を出るべきだと諭した内容である。
前作『インフィニティ』（1978年）に続きロイ・トーマス・ベイカーがプロデューサーに起用された。ただし、バンド側はベイカーの仕事に不満を抱いており、スティーヴ・ペリーは後のインタビューにおいて、ベイカーと再び組んだのは、ベイカーの下で働いていたレコーディング・エンジニアのジェフ・ワークマンが目当てだったと語っている。

## 反響・評価
アメリカのBillboard 200では20位に達し、自身2作目の全米トップ40アルバムとなった。本作からは「ジャスト・ザ・セイム・ウェイ」（全米58位）、「ラヴィン、タッチン、スクウィージン」（全米16位）、「トゥー・レイト」（全米70位）がシングル・ヒットした。日本では『未来への招待状』（1976年）以来のオリコンLPチャート入りを果たし、最高70位を記録した。
John Franckはオールミュージックにおいて5点満点中4.5点を付け「ジャーニーは5作目のアルバムで、ジャズ／プログ・ロックの名手からアリーナ・ロックのスーパースターへの転身を達成してみせた」と評している。

## 収録曲
1. マジェスティック - "Majestic" (Steve Perry, Neal Schon) - 1:15
2. トゥー・レイト - "Too Late" (S. Perry, N. Schon) - 2:58
3. ラヴィン、タッチン、スクウィージン - "Lovin', Touchin', Squeezin'" (S. Perry) - 3:50
4. エンジェルの街 - "City of the Angels" (S. Perry, Gregg Rolie, N. Schon) - 3:07
5. 遙かなる旅路 - "When You're Alone (It Ain't Easy)" (S. Perry, N. Schon) - 3:09
6. スウィート・アンド・シンプル - "Sweet and Simple" (S. Perry) - 4:13
7. ラヴィン・ユー - "Lovin' You Is Easy" (S. Perry, N. Schon, Greg Errico) - 3:37
8. ジャスト・ザ・セイム・ウェイ - "Just the Same Way" (G. Rolie, N. Schon, Ross Valory) - 3:17
9. ドゥ・ユー・リコール - "Do You Recall" (S. Perry, G. Rolie) - 3:13
10. デイドリーム - "Daydream" (S. Perry, G. Rolie, N. Schon, R. Valory) - 4:41
11. レディ・ラック - "Lady Luck" (S. Perry, N. Schon, R. Valory) - 3:36

## 参加ミュージシャン
- スティーヴ・ペリー - ボーカル
- ニール・ショーン - ギター、ギターシンセサイザー、バッキング・ボーカル
- グレッグ・ローリー - キーボード、ボーカル、バッキング・ボーカル
- ロス・ヴァロリー - ベース、ベース・ペダル、バッキング・ボーカル
- スティーヴ・スミス - ドラムス、パーカッション